# 오창초등학교 유리분교
오창초등학교 유리분교는 대한민국 충청북도 청주시 청원구 오창읍 유리 394에 있었던 공립 초등학교이다.

## 연혁
- 1963년 4월 2일 유리국민학교 개교
- 1996년 3월 1일 유리초등학교 개칭
- 1996년 3월 1일 청원교육청 지정교육방송 시범학교
- 1999년 9월 1일 분교장 편입(오창초등학교 유리분교장)
- 2008년 3월 1일 오창초등학교로 통폐합